# Stilisztikai lexikon
A Stilisztikai lexikon Szathmári István 2004-ben megjelent könyve, amely 192 többnyire szépirodalmi példákkal kiegészített szócikket tartalmaz. A kötetet 2005. március 8-án, az ELTE BTK Nyelvészeti Könyvtárában mutatta be Fábián Pál. Tárgyalja a stilisztikai kategóriákat, illetve a stílussal összefüggő fogalmakat. Egyaránt bemutatja a széles körben ismert szakszavakat (például ellentét, hasonlat, megszemélyesítés stb.), és a szaktudomány körébe tartozó kevésbé ismert terminusokat is (például antonomázia, enallagé, metalepszis). A funkcionális stilisztika szemléletének és eljárásmódjának figyelembe vételével mutatja be ez egyes stílusjelenségek meghatározását, és bemutatja lehetséges fajtáikat. Közli a jelenségek stilisztikai funkcióit, azaz a stílusértékét.

## A szócikkek szerkezete
A címszó után a viszonylag részletes értelmezés következik. A legtöbb szócikket szépirodalmi példák szemléltetik.